# Provincia di Córdoba (Argentina)
La provincia di Córdoba, è una provincia Argentina.

## Geografia fisica
Situata nella parte centrale del Paese, la provincia di Córdoba confina, partendo da nord e proseguendo in senso orario, con le province di Catamarca, Santiago del Estero, Santa Fe, Buenos Aires, La Pampa, San Luis e La Rioja.
Il suo rilievo è caratterizzato da quattro aree ben distinte: due terzi di questa provincia, da est a sud, sono pianure e semipianure corrispondenti alla zona pampeana coperta di praterie e steppe; la parte a nord-ovest è montagnosa e corrisponde alle Sierras de Córdoba tra le quali emergono le Sierras Grandes, con cime di 3000 m di altitudine coperte di boschi e, nelle sue zone più alte, di lande. Nell'estremo nord-est si trova la zona bassa, chaqueña, bagnata da corsi d'acqua e dal gran lago salato chiamato Mare di Ansenuza, mentre nell'estremo nord-ovest è presente una depressione desertica coperta da gigantesche saline chiamate Salinas Grandes (Saline Grandi).

## Storia
Questa provincia argentina è stata abitata per circa 16 000 anni dalle popolazioni indigene come ad esempio i Henia-Kamiare o comechingones. Nel secolo XVI, le popolazioni native vennero conquistate dagli spagnoli, i conquistador : Jerónimo Luis de Cabrera, l'adelantado (precursore), fondò della città argentina di Córdoba nel 1573 sulle sponde del Río Primero.
Nel secolo XVII la provincia e la sua capitale (grazie alla sua ubicazione centrale nel Cono Sud) si trasformarono in uno snodo per i trasporti tra l'Europa, il Cile e l'Alto Perù; nel secolo XVIII la popolazione era tanto prosperata che l'Università di Córdoba, fondata nel 1613, fu la prima università argentina e la seconda dell'America del Sud. All'epoca la maggioranza della popolazione era rurale e gaucha; nello stesso tempo la città capitale della provincia ricevette il soprannome ancora in uso di La Docta (La Dotta).
Nel 1806 i britannici invasero Buenos Aires, Montevideo e altre zone del Río de la Plata; per questo motivo il viceré del Río de la Plata, Rafael de Sobremonte, si rifugiò a Córdoba dichiarandola capitale del vicereame. Forze cordovane al comando di Juan Bautista Bustos aiutarono a espellere gli invasori. Il 25 maggio del 1810 in seguito al successo degli argentini, che vinsero contro gli inglesi senza quasi nessun aiuto spagnolo, l'Argentina si trasformò in un Paese indipendente; ma il viceré Jacques de Liniers, nato francese benché al servizio degli spagnoli, tentò una controrivoluzione a Córdoba, ma tale complotto fallì: gli argentini sconfissero gli spagnoli e giustiziarono i suoi capi nella stessa Provincia di Córdoba.
La provincia di Córdoba aderì entusiasticamente alla lotta per l'indipendenza; ma prima che tale guerra giungesse al termine, si vide coinvolta nella guerra civile tra i gruppi dei leader federali, guidati dal caudillo (capo) della Provincia Orientale José Gervasio Artigas e gli autoproclamati "unitari", alleati dell'Inghilterra. Nella guerra civile lottarono, ogni leader per la rispettiva fazione, il caudillo federale Juan Bautista Bustos e il capo o caudillo unitario José María Paz.
Finita la guerra civile attorno al 1855 la provincia, grazie alle grandi risorse umane e naturali, prosperò velocemente. Nel 1870 venne realizzata un'importante rete ferroviaria, prosperarono l'agricoltura e l'allevamento intensivi con il contributo della grande immigrazione europea. Ci fu un enorme afflusso d'immigranti: italiani (dal Piemonte, dalla Lombardia, dal Friuli, dalla Calabria, ecc.), spagnoli, tedeschi, armeni, ecc. Tra i figli degli immigranti risaltano i governatori Ramón José Cárcano e Arturo Umberto Illia.
Durante il secolo XX la città argentina di Córdoba fu trasformata in uno dei principali poli industriali dell'America latina e dell'Emisfero australe: vi si stabilirono fabbriche di aeroplani (soprattutto a getto [Fadea]), automobili, autocarri, trattori e locomotive e anche, quasi all'inizio del secolo XXI, una piccola impresa che fabbricava computer; nella zona pampeana si stabilirono produttori di latticini (tambos), oltre che di latte pastorizzato di mucca, formaggi, ricotte, yogurt, ecc. come quelli della cooperativa SanCor, imprese produttrici di caramelle e torroni e cioccolatini (in Río Tercero, Georgalos), Río Segundo, Villa María, Arroyito - Arcor), macchinari agricoli, motociclette (in Las Varillas: Zanella), macchine per cucire, in San Francisco (Godeco), aeroplani leggeri, in Morteros (Aero Boero), industrie chimiche come Atanor in Río Tercero, produzione intensiva di uliveti e i loro derivati nella zona del Dipartimento di Cruz del Eje (Croce dell'Asse), ecc. Mentre le Sierras di Córdoba (per esempio le Sierras Grandes) divennero una delle principali aree turistiche, seguite dal Mar Chiquita (o il Mare di Ansenuza), risaltando come città turistiche Villa Carlos Paz, Capilla del Monte e Villa General Belgrano, e l'estesa zona della Valle di Traslasierra tra altre.
 Ma con la globalizzazione, in particolare col trattato chiamato Mercosur (anni 1991-2015), questa come altre zone industriali dell'Argentina andarono perdendo importanza a beneficio del Brasile e di Paesi con manodopera a più basso costo (manodopera barata).

Alla fine di secolo XX si stabilì come capitale alternativa ufficiale di questa provincia l'importante città di Río Cuarto.

## Monumenti e luoghi di interesse
Nel 2008 il quotidiano La Voz del Interior, in collaborazione con l'Agenzia del Turismo di Córdoba, organizzò un concorso per definire le Sette meraviglie di Córdoba. La votazione ebbe luogo tra maggio e settembre e vennero distinte due graduatorie: le meraviglie naturali e le meraviglie costruite dall'uomo (artificiali) nella città di Córdoba e provincia.

## Amministrazione
La provincia è divisa in 26 dipartimenti:
1. Calamuchita (San Agustín)
2. Capital (Córdoba)
3. Colón (Jesús María)
4. Cruz del Eje (Cruz del Eje)
5. General Roca (Villa Huidobro)
6. General San Martín (Villa María)
7. Ischilín (Deán Funes)
8. Juárez Celman (La Carlota)
9. Marcos Juárez (Marcos Juárez)
10. Minas (San Carlos Minas)
11. Pocho (Salsacate)
12. Presidente Roque Sáenz Peña (Laboulaye)
13. Punilla (Cosquín)
14. Río Cuarto (Río Cuarto)
15. Río Primero (Santa Rosa de Río Primero)
16. Río Seco (Villa de María)
17. Río Segundo (Villa del Rosario)
18. San Alberto (Villa Cura Brochero)
19. San Javier (Villa Dolores)
20. San Justo (San Francisco)
21. Santa María (Alta Gracia)
22. Sobremonte (San Francisco del Chañar)
23. Tercero Arriba (Oliva)
24. Totoral (Villa del Totoral)
25. Tulumba (Villa Tulumba)
26. Unión (Bell Ville)

Ogni dipartimento è suddiviso in municipi (municipios) e comuni (comunas), i primi con una popolazione superiore ai 2 000 abitanti (con numerose eccezioni). Ai soli fini catastali, ogni dipartimento è ulteriormente suddiviso in unità amministrative chiamate pedanías.

## Galleria d'immagini

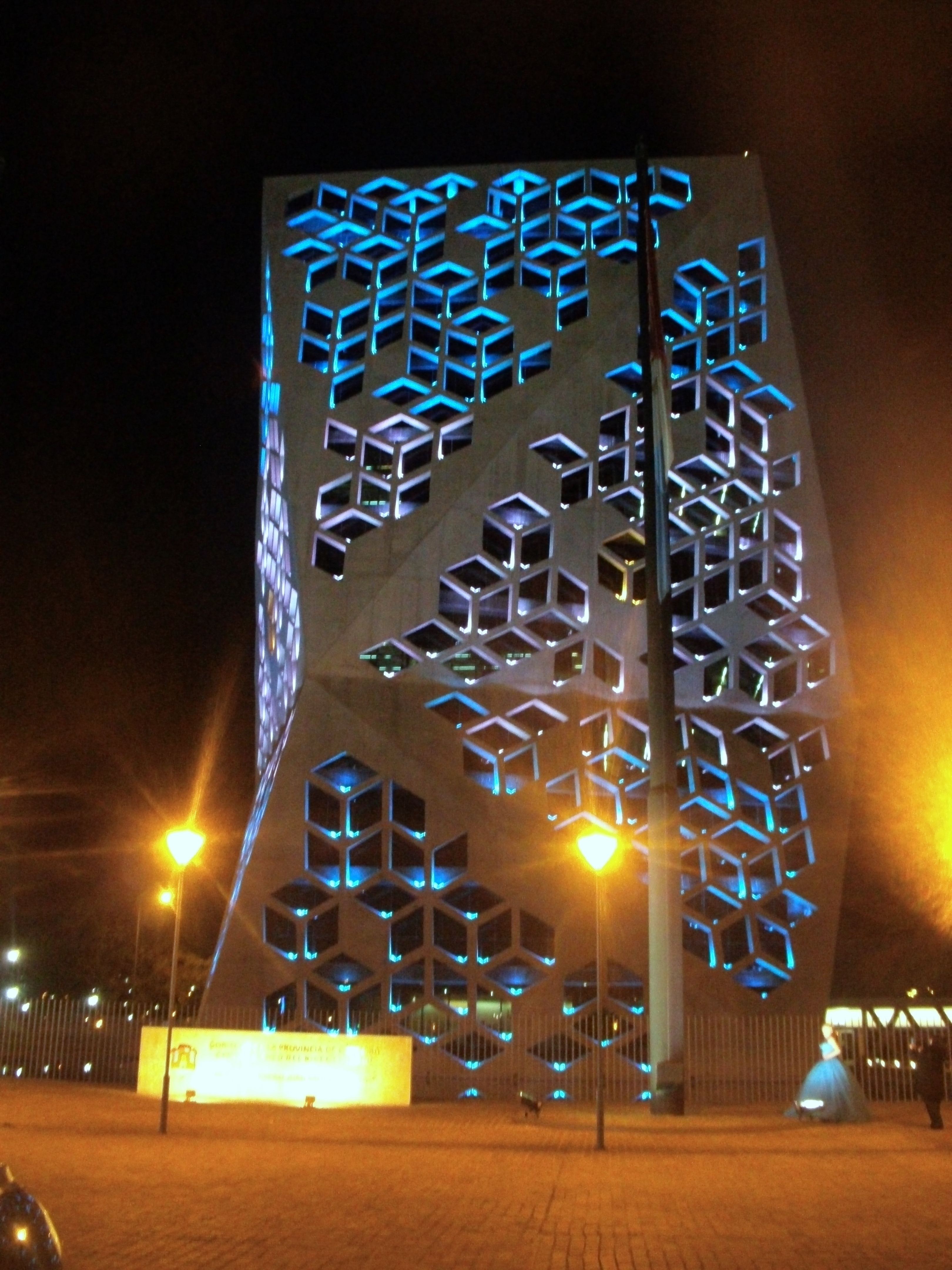
Il Centro civico di Córdoba eretto nel bicentenario dell'Argentina (anno 2010).
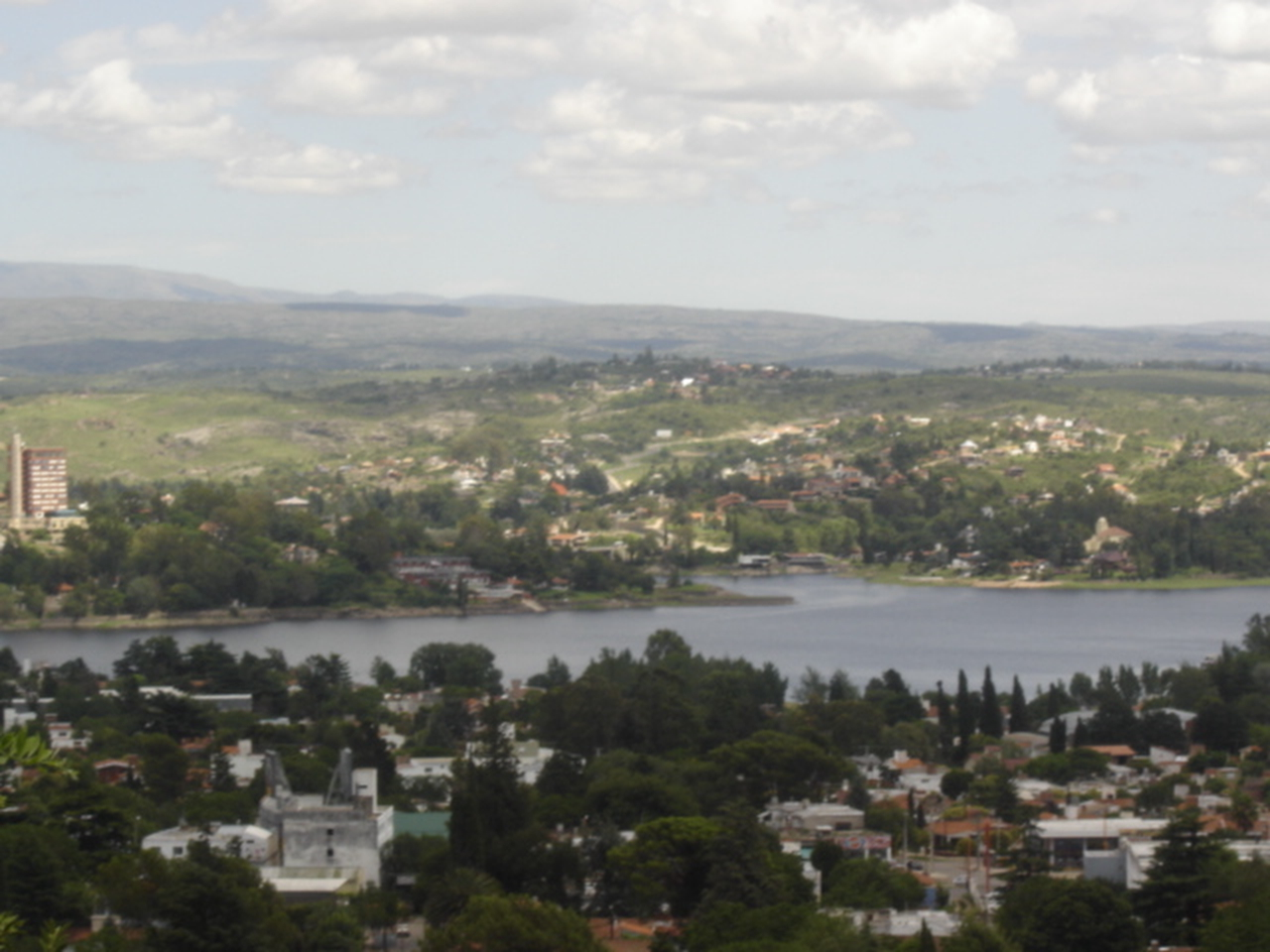
Villa Carlos Paz, veduta dal Cerro de la Cruz.
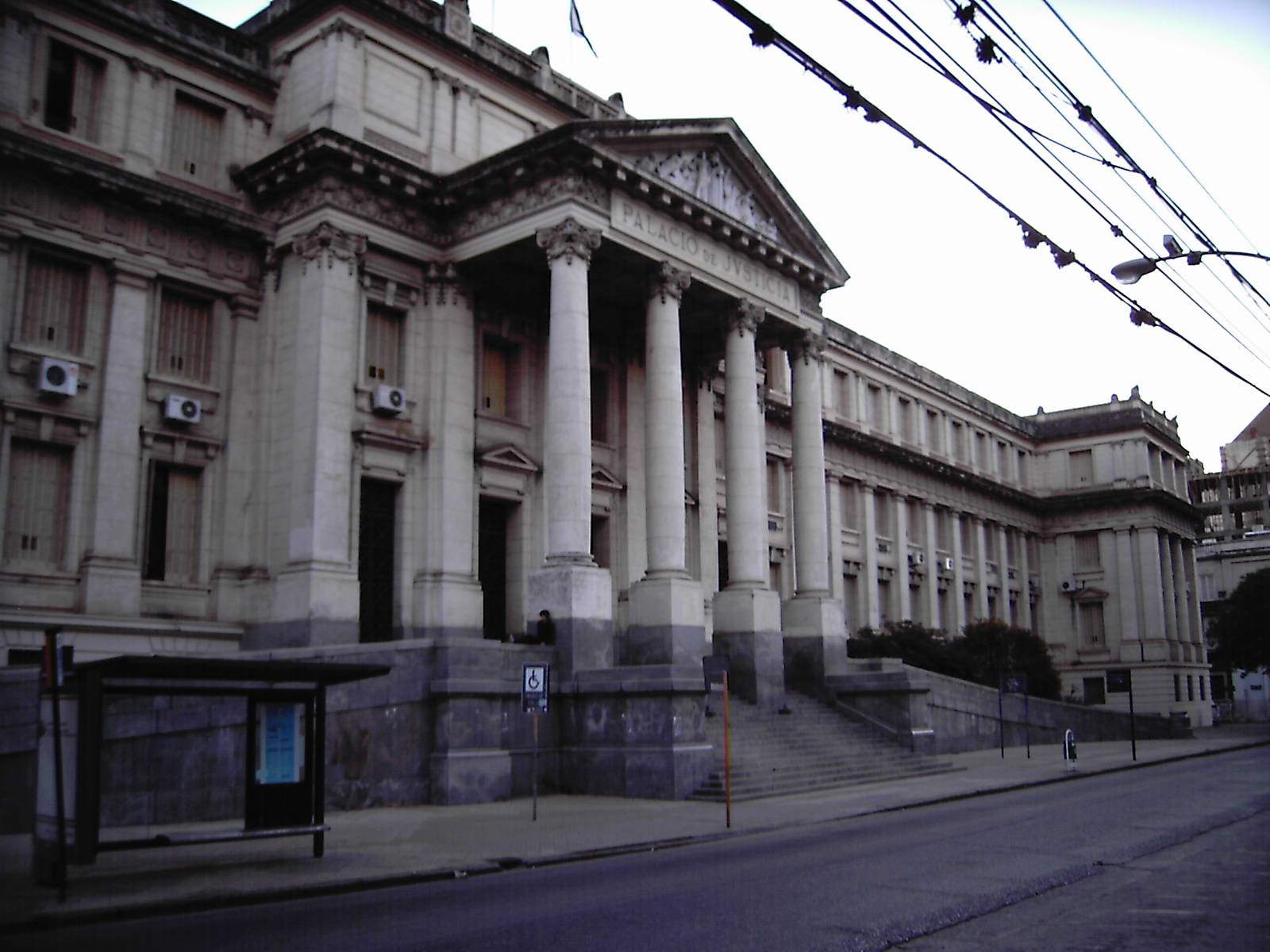
Palazzo di Giustizia di Córdoba (Argentina).
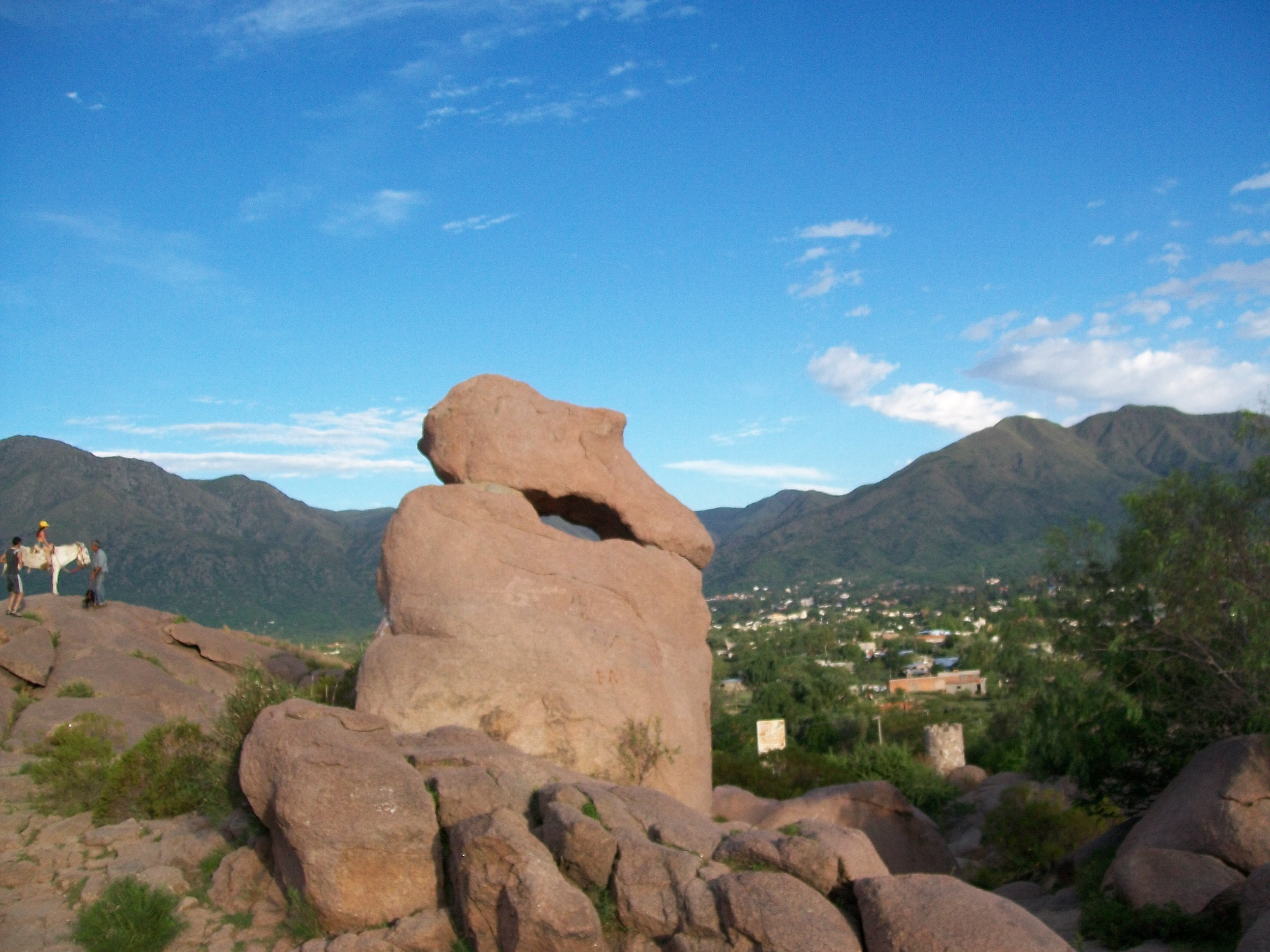
Geoforma chiamata El Zapato (La Scarpa), alla periferia occidentale di Capilla del Monte.
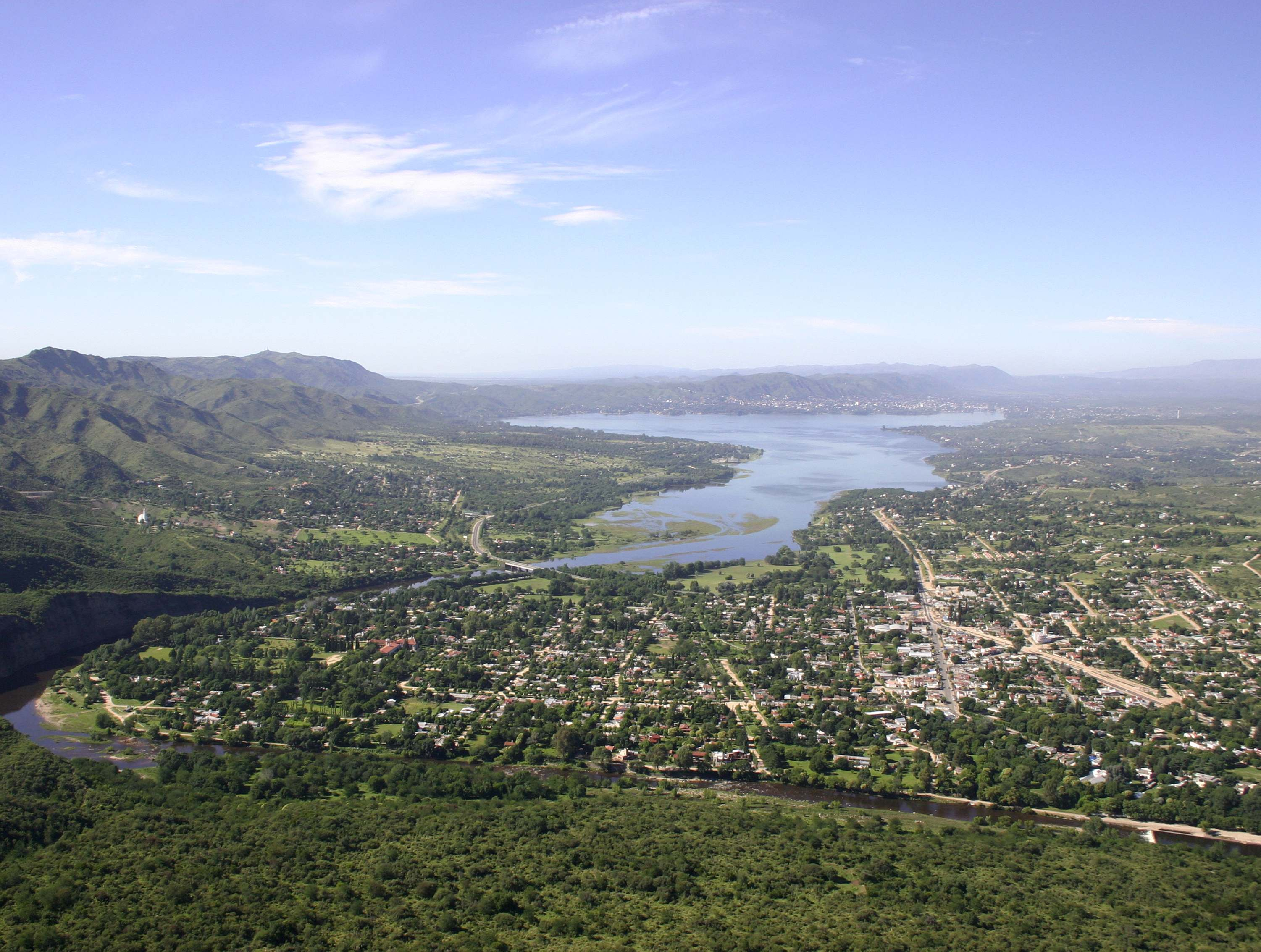
Panorama da Bialet Masse.
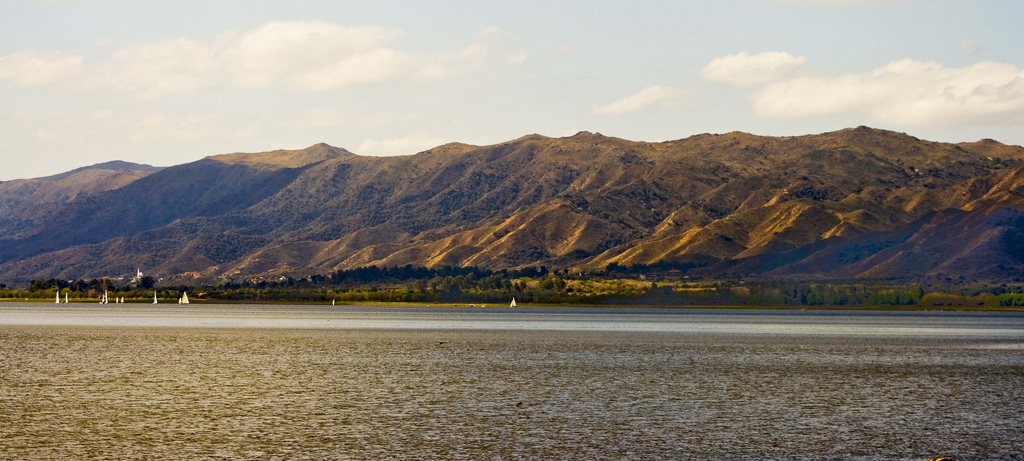
Carlos Paz veduta dall Cerro de la Cruz.
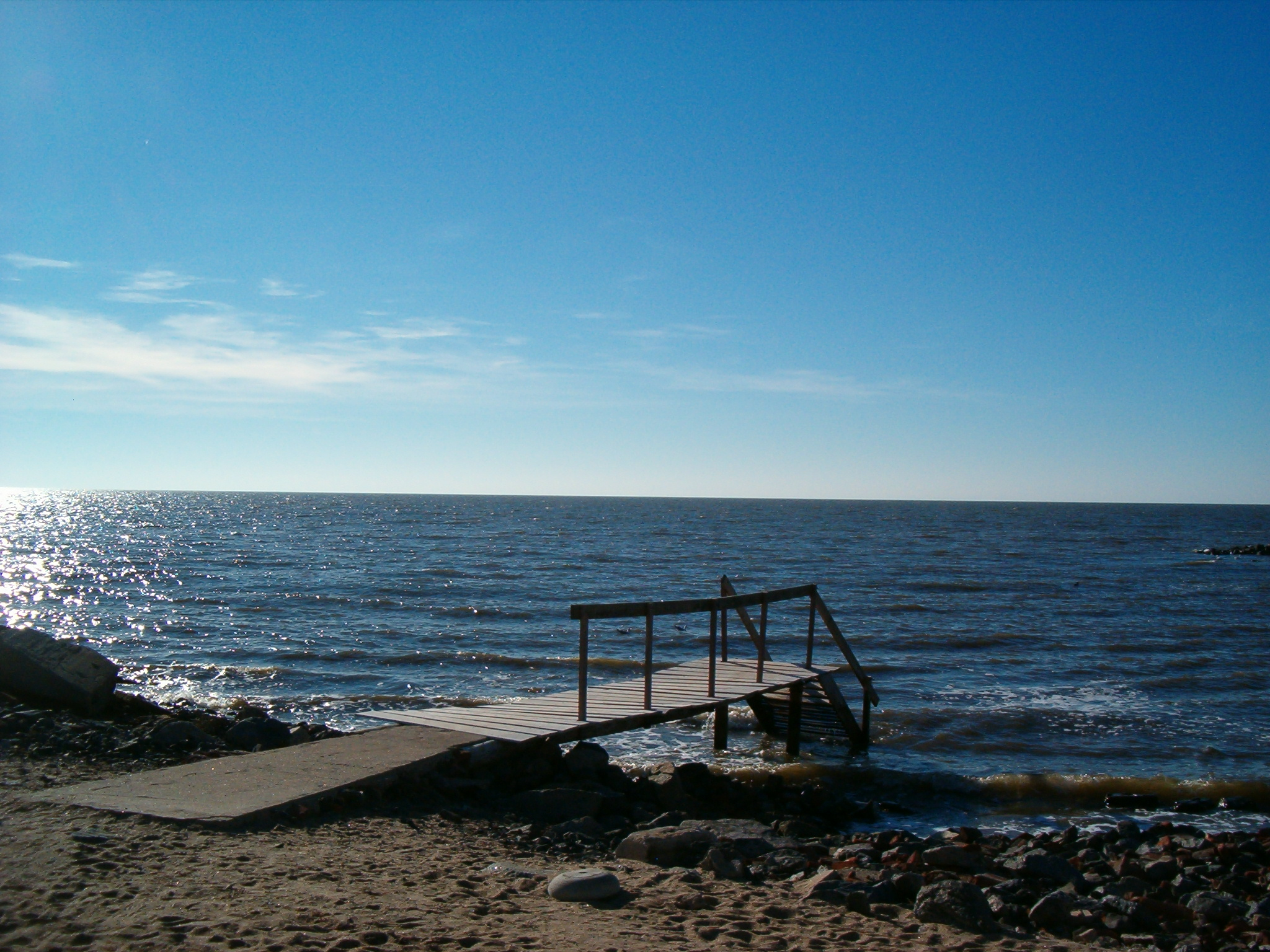
Mare di Ansenuza.